# Västra Ryvistjärnen
Västra Ryvistjärnen är en sjö i Malung-Sälens kommun i Dalarna och ingår i Dalälvens huvudavrinningsområde.